# Lepthyphantes afghanus
Lepthyphantes afghanus là một loài nhện trong họ Linyphiidae.
Loài này thuộc chi Lepthyphantes. Lepthyphantes afghanus được J. Denis miêu tả năm 1958.